# Paul Hendricks
Paul Hendricks (* 18. März 1956 in Beckenham) ist ein britischer römisch-katholischer Geistlicher und Weihbischof in Southwark.

## Leben
Paul Hendricks empfing am 29. Juli 1984 das Sakrament der Priesterweihe.
Am 28. Dezember 2005 ernannte ihn Papst Benedikt XVI. zum Titularbischof von Rossmarkaeum und bestellte ihn zum Weihbischof in Southwark. Der Erzbischof von Southwark, Kevin McDonald, spendete ihm am 14. Februar 2006 die Bischofsweihe; Mitkonsekratoren waren der Weihbischof in Southwark, John Hine, und der emeritierte Erzbischof von Southwark, Michael George Bowen.